# Ольденбург (дворянский род)
Ольденбург (нем. von Oldenburg) — немецкий дворянский род, известный в России благодаря своей лифляндской ветви.
Прослеживаются в Бремене с 1247 года. К XVI веку обосновались в Мекленбурге, Бранденбурге и Дании. Из датских Ольденбургов наиболее известны генерал-майор Адам Кристофер (1736—1803) и епископ Пауль Ольденбург (1870—1951).

## В Российской империи
Фридрих Эрнст фон Ольденбург (1742—1789) — секунд-майор, помещик Лифляндской губернии.
- Его сын, Фёдор Фёдорович — генерал от инфантерии. В 1824 г. женился в Ревеле на Эльмире фон Резенкампф (1794—1855).
  - Его сын Фёдор Фёдорович Ольденбург (1826—1877), полковник лейб-гвардии Московского полка, с 1856 года служил в Забайкальском казачьем войске, командовал полком. В 1867 году вышел в отставку в чине генерал-майора, уехал с семьёй за границу, был вольнослушателем Гейдельбергского университета. Был поклонником идей Ж. Ж. Руссо[1]. Более всего известны его потомки:
    - Ольденбург, Фёдор Фёдорович (1861—1914) — русский педагог и общественный деятель.
    - Ольденбург, Сергей Фёдорович (1863—1934) — русский и советский востоковед, академик, министр просвещения (1917).
      - Ольденбург, Сергей Сергеевич (1888—1940) — русский историк, журналист, биограф последнего российского императора Николая II.
        - Ольденбург, Зоя Сергеевна (1916—2002) — французский медиевист и писатель, специалист по Крестовым походам и ереси Катаров.

## Описание герба
В серебряном поле красная голова оленя вправо, с красными же рогами.
Щит увенчан повернутым шлемом серебряно-красным бурелетом. Нашлемник — красная голова оленя вправо. Намет красный с серебром.